# План по выживанию видов
План по выжива́нию ви́дов (англ. Species Survival Plan) — программа, разработанная в 1981 году Ассоциацией зоопарков и аквариумов в целях обеспечения выживания отдельных видов, находящихся по угрозой исчезновения в дикой природе, в зоопарках и аквариумах.

## Программа
План по выживанию видов ориентирован на животных, которые находятся под угрозой исчезновения в дикой природе, и для которых содержание в неволе является единственным способом выживания. Эта программа также позволяет поддерживать здоровые и генетически разнообразные популяции животных в зоопарках. В настоящее время план включает список из 172 видов.